# Bosbessnuituil
De bosbessnuituil (Hypena crassalis) is een nachtvlinder uit de familie spinneruilen (Erebidae). De voorvleugellengte bedraagt tussen de 14 en 16 millimeter. De soort komt verspreid over Europa voor. Hij overwintert als pop, soms als rups.

## Waardplanten
De bosbessnuituil heeft bosbes als waardplant.

## Voorkomen in Nederland en België
De bosbessnuituil is in Nederland en België een schaarse soort, gebonden aan plaatsen waar de waardplant te vinden is. De vlinder kent één generatie die vliegt van halverwege mei tot en met augustus.